# Tom Burke (színművész)
Tom Burke (Kent vagy London, 1981. június 30. –) angol színész.
2014–2016 között a Muskétások című brit történelmi drámasorozatban alakította Athost. Feltűnt a 2016-os Háború és béke című minisorozatban. 2017-ben főszerepet kapott a C. B. Strike bűnügyi drámasorozatban.
A Mank (2020) című életrajzi drámában Orson Wellest játszotta. 2024-ben a Furiosa: Történet a Mad Maxből egyik főszereplője volt.

## Filmográfia

### Film

#### Nagyjátékfilmek
| Év   | Magyar cím                       | Eredeti cím                  | Szerep                      | Magyar hang     |
| ---- | -------------------------------- | ---------------------------- | --------------------------- | --------------- |
| 2000 | Sárkányszív 2. – Egy új történet | Dragonheart: A New Beginning | Roland                      | Crespo Rodrigo  |
| 2005 | Rochester grófja – Pokoli kéj    | The Libertine                | Vaughan                     |                 |
| 2007 |                                  | Anastezsi                    | Mario                       |                 |
| 2007 | Cukrosnéni                       | I Want Candy                 | John 'Baggy' Bagley         | Haumann Máté    |
| 2008 |                                  | Donkey Punch                 | Bluey                       |                 |
| 2008 |                                  | Telstar: The Joe Meek Story  | Geoff Goddard               |                 |
| 2009 | Chéri – Egy kurtizán szerelme    | Chéri                        | Desmond vikomt              | Markovics Tamás |
| 2010 |                                  | The Kid                      | Mr. Hayes                   |                 |
| 2010 | Utolsó utazás                    | Third Star                   | Davy                        | Zámbori Soma    |
| 2010 |                                  | Look, Stranger               | ismeretlen szerep           |                 |
| 2012 |                                  | An Enemy to Die For          | Terrence                    |                 |
| 2012 | Öngyilkos bevetés                | Cleanskin                    | Mark                        | Géczi Zoltán    |
| 2013 | Csak Isten bocsáthat meg         | Only God Forgives            | Billy                       |                 |
| 2013 | A titokzatos szerető             | The Invisible Woman          | Mr. George Wharton Robinson | Hamvas Dániel   |
| 2014 | Huligán háború                   | The Hooligan Factory         | Bullet                      | Szabó Máté      |
| 2019 | Szuvenír                         | The Souvenir                 | Anthony                     |                 |
| 2020 |                                  | The Show                     | Fletcher Dennis             |                 |
| 2020 | Mank                             | Mank                         | Orson Welles                | Horváth Illés   |
| 2021 |                                  | The Souvenir Part II         | Anthony                     |                 |
| 2021 | Igaz dolgok                      | True Things                  | Blond                       |                 |
| 2022 | Élj!                             | Living                       | Sutherland                  | Simon Kornél    |
| 2022 | A csoda                          | The Wonder                   | William Byrne               | Hamvas Dániel   |
| 2022 |                                  | Klokkenluider                | Chris (a.k.a. Kevin)        |                 |
| 2024 | Furiosa: Történet a Mad Maxből   | Furiosa: A Mad Max Saga      | Protórius Jack              | Simon Kornél    |
| 2025 | Fekete táska                     | Black Bag                    | Freddie Smalls              | Mészáros Béla   |

#### Rövidfilmek
| Év   | Eredeti cím       | Szerep         |
| ---- | ----------------- | -------------- |
| 2003 | The Burl          | Connor         |
| 2004 | Squaddie          | Andy           |
| 2006 | The Enlightenment | Daniel Clay    |
| 2007 | Supermarket Sam   | Sam            |
| 2007 | The Collectors    | Edgar          |
| 2009 | Death in Charge   | Sean nagybácsi |
| 2009 | Roar              | Mick           |
| 2011 | The Sweethearts   | Janek          |
| 2013 | One Wrong Word    | Norbert        |
| 2013 | The Brunchers     | Ő              |
| 2020 | Blood Sugar       | Liam           |

### Televízió
| Év        | Magyar cím              | Eredeti cím                    | Szerep                   | Megjegyzések                                                             |
| --------- | ----------------------- | ------------------------------ | ------------------------ | ------------------------------------------------------------------------ |
| 1999      |                         | Dangerfield                    | Gavin Kirkdale           | 1 epizód                                                                 |
| 1999      |                         | All the King's Men             | Chad Batterbee közlegény | tévéfilm                                                                 |
| 2003      | Államérdek              | State of Play                  | Syd                      | minisorozat (4 epizód)                                                   |
| 2003      |                         | The Young Visiters             | Horace                   | tévéfilm                                                                 |
| 2003      |                         | P.O.W.                         | Robbie Crane             | 1 epizód                                                                 |
| 2004      |                         | Bella and the Boys             | Lee                      | tévéfilm                                                                 |
| 2004      | Lynley felügyelő nyomoz | The Inspector Lynley Mysteries | Julian Britton           | 1 epizód                                                                 |
| 2005      |                         | Casanova                       | Giac 20 évesen           | minisorozat (1 epizód)                                                   |
| 2005      |                         | The Brief                      | Dan Ottway               | 1 epizód                                                                 |
| 2005      |                         | Jericho                        | Edward Wellesley         | minisorozat (1 epizód)                                                   |
| 2005      |                         | All About George               | Paul                     | 5 epizód                                                                 |
| 2006      | Drakula                 | Dracula                        | Dr. John Seward          | - tévéfilm - magyar hangja: - Sörös Miklós                               |
| 2006      |                         | Number 13                      | Edward Jenkins           | rövidfilm                                                                |
| 2007      | A Tony Blair-ügy        | The Trial of Tony Blair        | könyvkiadó               | tévéfilm                                                                 |
| 2007      |                         | Heroes and Villains            | Bonaparte Napóleon       | 1 epizód                                                                 |
| 2008      | Szeretem Barbarát       | In Love with Barbara           | Ronald Cartland          | tévéfilm                                                                 |
| 2009      | Agatha Christie: Poirot | Agatha Christie's Poirot       | Colin Race hadnagy       | - 1 epizód (Az órák) - magyar hangja: - Kaszás Gergő                     |
| 2011      |                         | Great Expectations             | Bentley Drummle          | minisorozat (2 epizód)                                                   |
| 2012      |                         | The Hour                       | Bill Kendall             | 6 epizód                                                                 |
| 2013      |                         | Heading Out                    | Ben                      | 1 epizód                                                                 |
| 2014      |                         | Utopia                         | Philip Carvel            | 1 epizód                                                                 |
| 2014–2016 | Muskétások              | The Musketeers                 | Athos                    | főszereplő (30 epizód)                                                   |
| 2016      | Háború és béke          | War & Peace                    | Fegya Dolohov            | - minisorozat (6 epizód) - magyar hangja: - Sarádi Zsolt - Horváth Illés |
| 2017–2024 | C. B. Strike            | Strike                         | Cormoran Strike          | - főszereplő (19 epizód) - magyar hangja: - Simon Kornél                 |
| 2019      | Bűnös gyermek           | Responsible Child              | William Ramsden          | tévéfilm                                                                 |
| 2020      | A Korona                | The Crown                      | Derek 'Dazzle' Jennings  | 1 epizód                                                                 |
| 2021      | Modern szerelem         | Modern Love                    | Michael                  | 1 epizód                                                                 |
| 2022–2023 |                         | The Lazarus Project            | Denis Rebrov             | főszereplő (16 epizód)                                                   |

## Fordítás
- Ez a szócikk részben vagy egészben  a   Tom Burke (actor) című angol Wikipédia-szócikk ezen változatának fordításán alapul.  Az eredeti cikk szerkesztőit annak laptörténete sorolja fel. Ez a jelzés csupán a megfogalmazás eredetét és a szerzői jogokat jelzi, nem szolgál a cikkben szereplő információk forrásmegjelöléseként.